# En nations fødsel
En nations fødsel, originaltitel: The Birth of a Nation, er en stumfilm fra 1915 skabt af instruktøren  David Wark Griffith (1875-1948). Den mere end tre timer lange film anses i filmkredse som et mesterværk grundet den visionære film- og klippeteknik. Ligeledes betragter mange filmfolk En nations fødsel som den første af de store amerikanske film.
Filmen er stærkt kontroversiel grundet dens racistiske skildring af den sorte befolkning og dens forherligelse af Ku Klux Klan. Ved udgivelsen var der demonstrationer og optøjer med flere døde.

## Produktionsomstændigheder
En nations fødsel er baseret på romanen The Clansman skrevet af præsten Thomas Dixon.
Filmen er klippet sammen af ca. 1500 indstillinger, der tilsammen fylder tolv spoler (ca. tre timer).
Produktionsomkostningerne lå på omkring 100.000 dollars, og filmen blev optaget på ni uger. Flere af optagelserne foregik i omegnen af Hollywood, hvor det varierede landskab var som skabt til filmproduktion – dette samt klimaet var blandt grundene til, at Hollywood blev filmby nummer et i USA. 

## Om filmen
En nations fødsel omhandler den amerikanske borgerkrig set fra en nord– og en sydstatsfamilies perspektiver, hvor sympatien ligger hos sydstatsfamilien. Første halvdel er en dramatisk skildring af borgerkrigen, mens den anden halvdel fokuserer på "the horrors of reconstruction", hvor plantageejere overfaldes af sorte landarbejdere. Plantageejerne fremstilles som uskyldige og de sorte landarbejdere som forræderiske og barbariske. To tredjedele henne i filmen oplever man den nok mest chokerende sekvens (i skarp konkurrence med utallige racistiske og enfoldige skildringer af den sorte befolkning). En ung jomfru fra sydstatsfamilien (Mae Marsh) flygter fra en ex-slave, der enten vil gifte sig med hende eller voldtage hende. Frem for at lade sig besudle af den sorte mand, springer den unge pige ud fra en klippe. Hendes bevidsthed om sydstaternes æreskodeks tvinger hende i døden, hvilket ifølge filmen er glorværdigt og ærefuldt. Hendes bror danner efterfølgende Ku Klux Klan og hævner hendes død.

## Modtagelse
Kunstnerisk set betragtes En nations fødsel som et mesterværk. Filmen er karakteriseret ved en rytmisk fortælleform og en dramatisk stigende intensitet. Dette bl.a. i belejringen af Petersburg, der episk skildrer den heroisk kæmpende sydstatshær. I sekvensen krydsklippes der mellem tre forskellige lokaliteter: 1) Atlanta, der brænder 2) et værelse, hvorfra familien Cameron (sydstatsfamilien) ængsteligt lytter til slagets gang 3) slagmarken, hvor sydstatshæren fortvivlet kæmper mod overmagten. Kampscenen skildres originalt ud fra mange forskellige perspektiver i kombinationer af panoramiske long shots over kamppladsen til medium – og close shots af de kæmpende. På den måde formår Griffith at fremstille kampens kaos på en nærværende, medrivende og episk facon, der har øje for den enkeltes heltemod.
Et andet filmteknisk og narrativt intelligent element i filmen opleves i en række hospitalsscener, der skildrer romancen mellem nordstatsfamiliens datter (Lillian Gish) og en af sydstatsønnerne (Henry B. Walthall). Den detaljerede komposition af billederne i dybden tilfører scenerne den autensitet og intraframe narrativitet, André Bazin roser hos senere filmskabere. Herudover inkorporerer filmen også Griffiths suspense-fyldte "last minute rescue" omkring slutningen, hvor fire simultane handlinger (bl.a. klanens redningsaktioner og optøjer blandt de sorte) krydsklippes op mod filmens klimaks. Desuden skal det nævnes, at Griffiths brug af symbolske close shots og subjektive indklip peger i retning af den symbolske realisme.
Filmteknisk set er En nations fødsel særdeles visionær, men den udtrykker samtidig en racisme, der bl.a. førte til voldsomme optøjer med døde og sårede ved de første forevisninger. Dette forstærkede imidlertid kun filmens kommercielle succes, hvorfor den siges at danne grundlag for den amerikanske storfilm. Den sorte befolkning i Birth of a Nation fremstilles som primitive volds- og voldtægtsmænd, og republikanerne (som på daværende tidspunkt relativt politisk, var hvor demokraterne er i dag i forhold til republikanerne i dag), beskrives som usympatiske samarbejdsfolk, hvorimod Ku Klux Klan beskrives som de retskafne amerikaneres ridderkorps.